# فرودگاه تونوناک
فرودگاه تونوناک (به انگلیسی: Tununak Airport)  یک فرودگاه همگانی  با کد یاتا TNK است که یک باند فرود شن دارد و طول باند آن ۵۴۲ متر است. این فرودگاه در  کشور ایالات متحده آمریکا قرار دارد و در ارتفاع ۴ متری از سطح دریا واقع شده است.